# Fritsla-Skephults församling
Fritsla-Skephults församling var en församling i Marks och Kinds kontrakt i Göteborgs stift. Församlingen låg i Marks kommun i Västra Götalands län och ingick i Kinna-Fritsla pastorat. Församlingen uppgick 2024 i Kinna-Fritsla församling.

## Administrativ historik
Församlingen bildades 2010 genom sammanslagning av Fritsla församling och Skephults församling och utgjorde sedan till 2018 ett eget pastorat, för att därefter ingå i Kinna-Fritsla pastorat. Församlingen uppgick 2024 i Kinna-Fritsla församling.

## Kyrkor
- Fritsla kyrka
- Skephults kyrka